# Grammopelta
Grammopelta is een geslacht van vlinders uit de familie nachtpauwogen (Saturniidae). De wetenschappelijke naam van het geslacht is voor het eerst geldig gepubliceerd in 1907 door Lionel Walter Rothschild.
De typesoort van het geslacht is Grammopelta cervina Lionel Walter Rothschild, 1907

## Soorten
- Grammopelta cervina
- Grammopelta lineata